# Bundesvereinigung der Sinti und Roma
Die Bundesvereinigung der Sinti und Roma e. V. (BVSR) wurde 2021 in Berlin als dritte Dachorganisation ihrer Art gegründet. Sie ist ein Zusammenschluss von Selbstorganisationen und Initiativen von Sinti und Roma sowie von nach Deutschland zugezogenen Menschen mit Romani-Hintergrund. Die Vorsitzenden der Bundesvereinigung der Sinti und Roma sind Kelly Laubinger und Daniel Strauß.

## Verbändestreit
Der Baden-Württembergische Landesverband der Sinti und Roma wurde 2021 vom Zentralrat Deutscher Sinti und Roma wegen „vereinsschädigendem Verhalten“ ausgeschlossen, nachdem es unterschiedliche Meinungen zum Projekt der Berliner S21-Bahnlinie gab, bei deren Bau das Berliner Denkmal für die im Nationalsozialismus ermordeten Sinti und Roma Europas untertunnelt werden soll. In diesem Streit hat sich das Aktionsbündnis „Unser Denkmal ist unantastbar“ durchgesetzt, aus dem heraus die Bundesvereinigung der Sinti und Roma gegründet wurde. Die Bundesvereinigung der Sinti und Roma setzt sich für den vollständigen Erhalt des europäischen Mahnmals für Sinti und Roma ein. Die Vorsitzenden Daniel Strauß und Kelly Laubinger kritisieren das Verhalten vom Zentralrat deutscher Sinti und Roma.
Daniel Strauß sagte im Interview mit der Kontext Wochenzeitung „Wir haben in Deutschland 128 Vereinigungen und Initiativen der Sinti und Roma, und von diesen 128 sind etwa 20 im Zentralrat organisiert und davon 18 im Dokumentationszentrum, das sind insgesamt nur 15 Prozent aller Sinti-und-Roma-Gruppen. Und eine davon, das heißt deren Vorsitzender, gibt vor, für die gesamte Minderheit in Deutschland zu sprechen. Es hat nie ein Zusammentreffen der gesamten Community gegeben, weil Romani Rose das verweigert hat. Er besteht darauf, für alle zu sprechen.“
„An den bisherigen Bestrebungen in Sachen Staatsvertrag kritisiert Kelly Laubinger die ‚Intransparenz‘ und eine ‚systematische Ausgrenzung zur Teilhabe von Nichtmitgliedern‘. Dabei brächten diese langjährige ‚Kompetenz‘ mit, um einen ‚Konsens‘ innerhalb der Minderheit herbeizuführen. Kelly Laubinger zeigt sich überzeugt, dass ‚unterschiedliche Stimmen keine Schwächung, sondern eine Stärkung der Minderheit bedeuten‘. Der ,Alleinvertretungsanspruch‘ des Zentralrates und seiner etwa 20 Mitgliedsverbände sei ‚rechtlich, demokratisch und faktisch nicht zu legitimieren‘“.
Die Vorsitzende Kelly Laubinger der Bundesvereinigung der Sinti und Roma und Oskar Weiß von der Sinti Allianz Deutschland haben einen offenen Brief im Tagesspiegel im August 2022 veröffentlicht, indem sie an den Zentralrat deutscher Sinti und Roma unter der Leitung von Romani Rose appellierten die Verhandlungen zum künftigen Staatsvertrag gemeinsam zu führen.
Der Streit behindert nicht nur den Abschluss eines Staatsvertrags (s. u.), sondern auch den Neubau eines Dokumentations- und Kulturzentrums Deutscher Sinti und Roma in Heidelberg.

## Bundesweite Aufmerksamkeit 2023
Vom deutschen Bundesinnenministerium wird ein Staatsvertrag mit den Sinti und Roma angestrebt. In die Verhandlungen soll neben dem Zentralrat Deutscher Sinti und Roma auch der BVSR und die Sinti Allianz Deutschland einbezogen werden. Daran hat der Vorsitzende des Zentralrats Romani Rose Kritik geübt.

## Staatsvertrags zwischen der Bundesregierung und der Minderheit
Der angestrebte Staatsvertrag sieht die Schaffung eines Gremiums vor, das als Ansprechpartner für die Vergabe von Fördergeldern geschaffen wird, sowie einen ständigen Rat, in dem sich Politik, Zivilgesellschaft und Minderheit beraten.
Während die Bundesvereinigung der Sinti und Roma der Sinti und Roma und die Sinti Allianz Deutschland eine Kooperation geschlossen haben, im Willen, einen Staatsvertrag möglich zu machen, beteiligt sich der Zentralrat Deutscher Sinti und Roma bisher nicht an den Gesprächen und beansprucht für die Verhandlungen zum Staatsvertrag die Alleinvertretung der Minderheit.